# Holger Blom
Holger Blom (12. august 1905 i Skanderborg – 19. marts 1965 i København) var en dansk modeskaber. Holger Blom var søn af fabrikant, Christian Blom, (1866-1929) og hustru Julie Blom (1878-1921). Holger Blom var ugift og efterlod sig ingen børn. Holger Blom er angiveligt model for Daniel Skjern fra Matador. Blandt hans kunder var prominente danske skuespillerinder samt Dronning Ingrid, og han syede prinsesse Anne-Maries bryllupskjole i 1964.

## Baggrund og karriere
Holger Blom blev født ind i en velhavende familie, der drev maskinfabrikken A. Blom & Søn, som hans farfar, Andreas Blom, havde grundlagt i 1866. Holger Blom fattede allerede som barn interesse for syning. Efter sin studentereksamen på Odense Katedralskole kom han i manufakturlære i hjembyen, men begyndte derefter at læse tysk ved universitetet i København. Allerede under studiet syede han kjoler til flere af Københavns fruer. I 1929, umiddelbart inden faderens død, opgav han imidlertid studierne og oprettede en systue. Han fik hurtigt opbygget en kundekreds, og ved sin død beskæftigede han op mod 40 syersker. Modeskaberne Erik Mortensen og Jørgen Bender var blandt dem, der blev udlært af Holger Blom, og det var da også Bender, der, sammen med en svensk kollega, Verner Engquist overtog salonen efter Bloms død.

## Arbejder
Holger Blom kreerede gennem en årrække kjoler til teater, film og private. Skuespillerne Bodil Kjær, Marguerite Viby, Helle Virkner og Liva Weel var blandt kunderne, og kjolerne i filmene Mød mig på Cassiopeia, Den kære familie og Kispus er ligeledes hans værk. Endelig syede han til medlemmer af kongehuset, og som noget af det sidste syede han kjolen til prinsesse Anne-Maries bryllup i 1964. Dronning Ingrid var ligeledes fast kunde, og hun måtte afbryde et besøg hos ham, da han fik det ildebefindende, der førte til hans død senere samme dag.

## Galleri
- Kostume til Det Kongelige Teater udført af Holger Blom. Fotokreditering: Lene Rostrup for Det Kongelige Teater.
- Kostume til Det Kongelige Teater udført af Holger Blom. Fotokreditering: Lene Rostrup for Det Kongelige Teater.
- Kostume til Det Kongelige Teater udført af Holger Blom. Fotokreditering: Lene Rostrup for Det Kongelige Teater.